# Wehrlistiftung

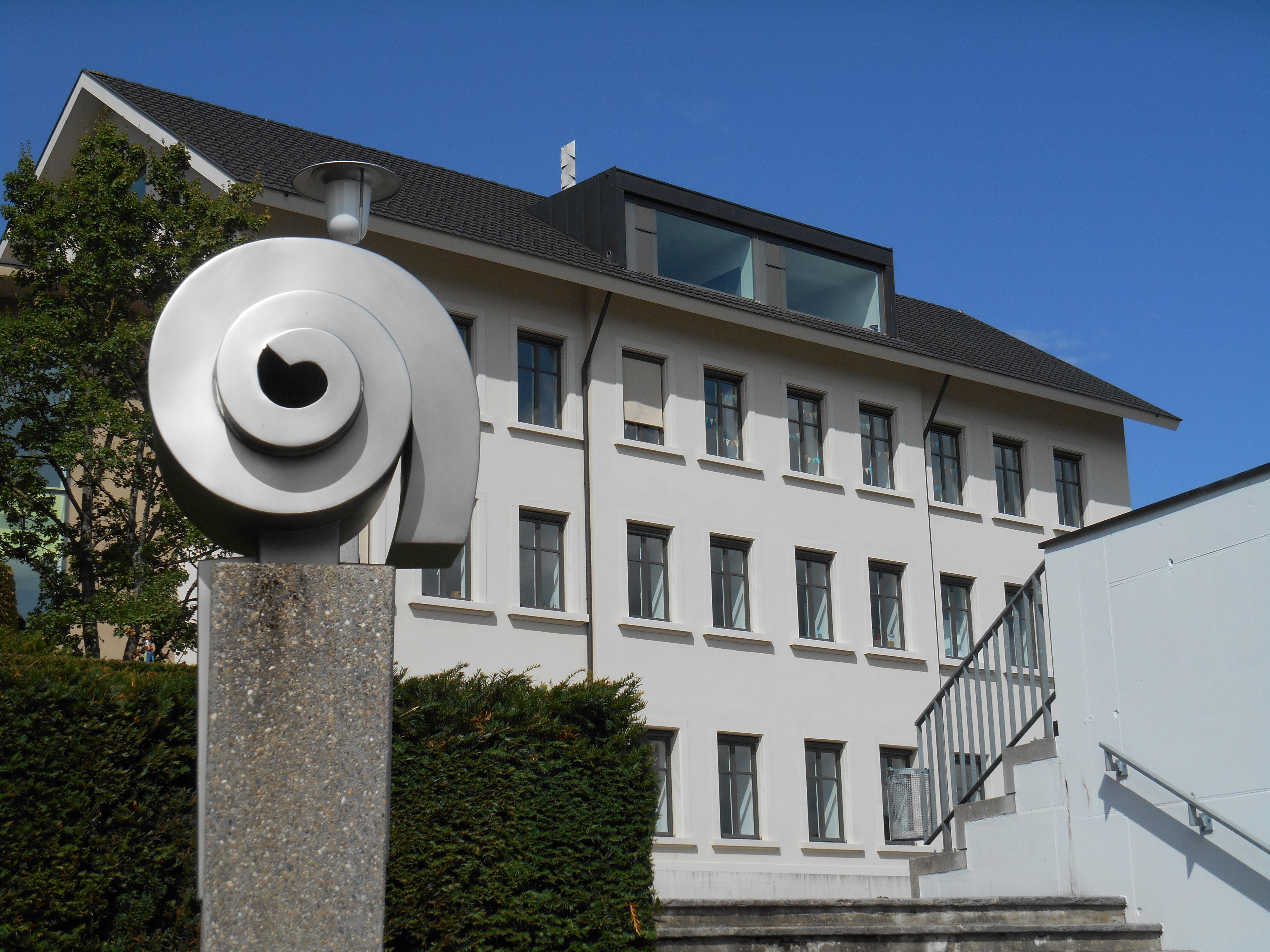
Wehrlinschulhaus in Oberwil, von Johann Jakob Wehrlin massgeblich gestiftet und um 1900 nach ihm benannt (2017)

Die Wehrlistiftung in Oberwil BL (Schweiz) ist benannt nach ihrem Stifter Johann Jakob Wehrlin. Sie unterstützt junge Leute aus den neun Gemeinden Arlesheim, Reinach, Aesch, Pfeffingen, Oberwil, Therwil, Ettingen, Allschwil und Schönenbuch bei der Berufsausbildung mit Stipendien.

## Entstehung und Geschichte

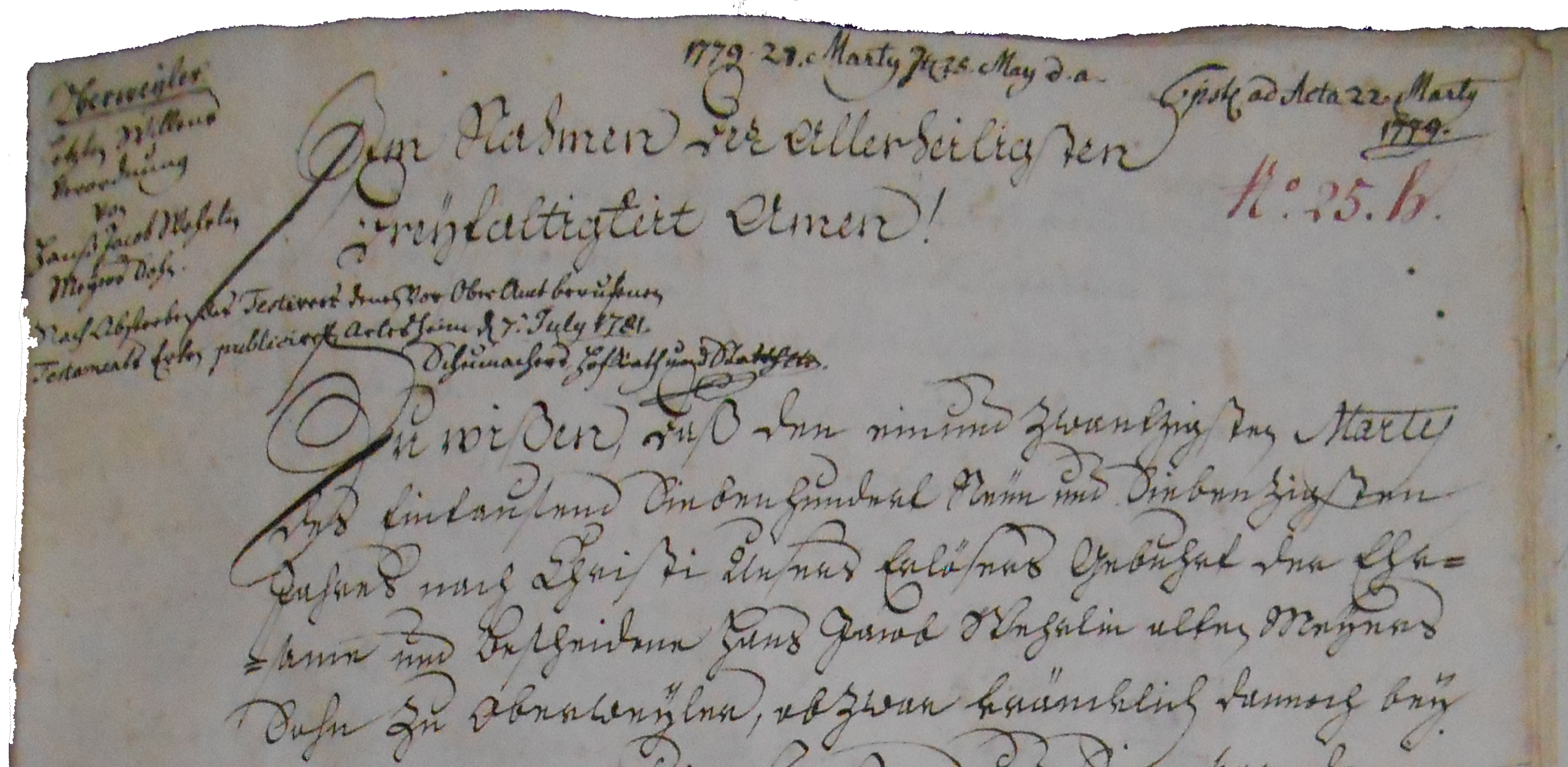
Anfang des Testamentes von Johann Jakob Wehrlin mit späteren Klassifizierungsvermerken oben auf dem Blatt. «Im Nahmen der Allerheiligsten Dreyfaltigkeit Amen! Zu wissen, dass den einundwanzigsten Martij des Eintausend Siebenhundert Neün und Siebenzigsten Jahres nach Christi Unsres Erlösers Gebuhrt der Ehrbare und Bescheidene Hans Jacob Wehrlin alten Meyers Sohn zu Oberweyler, obzwar kräncklich dennoch bey […]» (Staatsarchiv Basel-Landschaft)

Die Wehrlistiftung entstand aus dem Testament des damals 45-jährigen, alleinstehenden Oberwiler Bürgers Johann Jakob Wehrlin 1779. Dieses sah unter vielen andern Zuwendungen eine Gabe von 6000 Pfund für die Errichtung eines Waisenhauses für Kinder aus den Landvogteien Laufen, Pfeffingen und Birseck des damaligen Fürstbistums Basel vor. Aus der Hinterlassenschaft von Wehrlins 1803 gestorbenen, geistig behinderten Schwester Agnes kamen später weitere 6000 Pfund dazu. 1781 starb Wehrlin, aber ein Waisenhaus wurde infolge der Eroberung des Fürstbistums Basel durch Frankreich, der 1815 vom Wiener Kongress verfügten Teilung des Laufentals und des Birsecks sowie der Sezession des letzteren von Basel im Zusammenhang mit der Kantonstrennung nicht realisiert. So wuchs der Fonds in den ersten hundert Jahren trotz verschiedener Teilungen auf rund das Fünffache seiner ursprünglichen Höhe. 1872 beschloss die Birseckische Verwaltungskommission, aus jeweils 75 % der Zinserträge arme, verwaiste und verwahrloste Kinder zu unterstützen. Als die Verwaltungskommission 1881 aufgelöst wurde, übernahm eine aus den Armenpflegepräsidenten der neun Birsecker-Gemeinden gebildete Wehrlikommission diese Aufgabe. Bis 1940 unterstützte sie rund 500 Kinder, entweder als Halbwaisen in ihrer Familie oder in einer Berufsausbildung, oder nach ihrer Versorgung in eine Pflegefamilie oder Anstalt. Über letztere übernahm die Wehrlikommission nach Inkrafttreten des Schweizerischen Zivilgesetzbuches 1912 die als «Amtsvormundschaft» bezeichnete Vormundschaft. Im Gegensatz zur Unterstützung, die meist mit Schulabschluss nach abgeschlossenem 14. Lebensjahr endete, erstreckte sich die Vormundschaft bis zum 20. Lebensjahr.
Diese umfassende Versorgung von Kindern endete 1935 mit der Entdeckung einer massiven Misswirtschaft durch den verstorbenen Kassier, welche das Stiftungsvermögen um 60 % verminderte. Eine Unterstützung im bisherigen Ausmass konnte nicht aufrechterhalten werden, und die Wehrlistiftung beschränkte sich in der Folge auf die Auszahlung von Ausbildungsbeiträgen.

## Funktionen

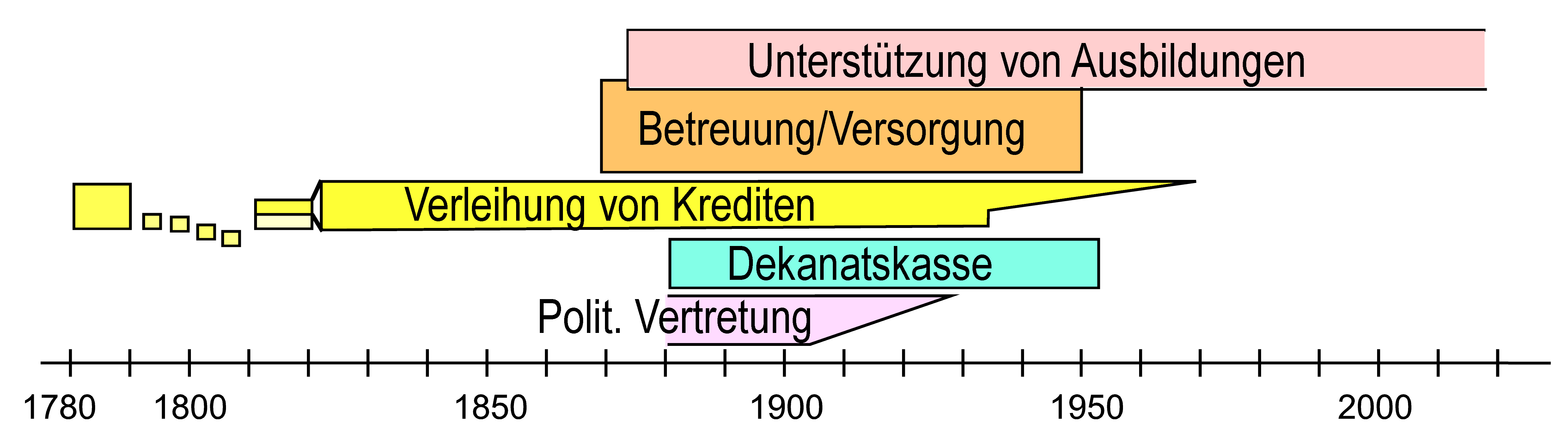
Tätigkeitsfelder der Wehrlistiftung, Visualisierung

Neben der Unterstützung armer, verwaister und verwahrloster Kinder bzw. der Unterstützung von Ausbildungen hatte die Wehrlikommission gemäss ihrem Reglement von 1881 folgende Funktionen:
- Sie verlieh Kredite, eine Tätigkeit, die im 19. Jahrhundert vor dem Aufkommen der Banken eine grosse volkswirtschaftliche Bedeutung hatte. Als Sicherstellung verlangte sie den Nachweis von Grundstücken oder Liegenschaften sowie die Stellung von Bürgen. Die komplizierte Überwachung der Bonität der Schuldner und Sicherheit der Schuldbriefe vernachlässigte die Kommission mehr und mehr, was dem Kassier, Aktuar, und (ab 1921) Amtsvormund Alphons Sütterlin die Möglichkeit zu Zweckentfremdungen und Unterschlagungen des Vermögens bot. Nach dessen Tod 1935 und der Konsolidierung der Fonds beschränkte sich die Wehrlikommission auf Hypothekarkredite und legte ihr Vermögen in Bankwertschriften an.
- Die Wehrlikommission hatte ursprünglich auch die Aufgabe, in den neun katholischen Gemeinden die Steuern für den Unterhalt des Dekanats und die Abgabe an den Bischof einzuziehen (Dekanatskasse). Auch dieser Fonds wurde durch die Misswirtschaft des Kassiers geschädigt. Seit 1935 entrichteten die Kirchgemeinden die Steuer direkt.
- Als letzte Organisation des langsam im reformierten Kanton Basel-Landschaft aufgehenden Birseck hatte die Wehrlikommission ferner die Aufgabe, dessen Interessen zu vertreten. Sie tat dies durch Versammlung der Politiker des Birseck bei besonderen Anlässen, eine Aufgabe, die ab den 1910er-Jahren auslief.
- Die heutige Funktion ist im Reglement (Stand 2017) wie folgt umschrieben: "Die Wehrli-Stiftung bezweckt, weniger bemittelten Jugendlichen, mit Wohnsitz in den neun Birseck’schen Gemeinden Aesch, Allschwil, Arlesheim, Ettingen, Oberwil, Pfeffingen, Reinach, Therwil und Schönenbuch, eine finanzielle Ausbildungsunterstützung zu gewähren, damit sie nicht von der Sozialhilfe unterstützt werden müssen. Gefördert werden soll die Erlernung eines Berufes oder die Absolvierung einer Ausbildung, damit ein eigenständiges Leben möglich ist. In erster Linie werden Beiträge für Erstausbildungen gesprochen. Fortsetzungsausbildungen wie Fachhochschulen oder weiterführende Berufsschulen haben einen logischen Zusammenhang mit einer Erstausbildung. Die Fortsetzungsausbildung sollte in der Regel bis zum 25. Altersjahr begonnen werden. Werden Fortsetzungsausbildungen bei über 25-Jährigen gefördert, wird die Einkommenssituation der Eltern nur bedingt berücksichtigt."[2]

## Organisation
Die Wehrlistiftung wurde durch die Wehrlikommission geführt, die sich aus den Armenpflegepräsidenten der neun katholischen Birsecker Gemeinden zusammensetzte. Sie mussten Birsecker Bürger und römisch-katholischer Konfession sein. Weil nach der Revision des Armengesetzes von 1928 auch Nichtbürger Armenpfleger und damit Armenpflegepräsidenten werden konnten, wurde die Verpflichtung, dass es sich um den Präsidenten handeln müsse, aufgehoben, 1937 ebenfalls die Verpflichtung auf die katholische Konfession.
Die Tagesgeschäfte übernahm eine Verwaltungskommission, die sich bis 1937 auf Präsident, Vizepräsident, einem weiteren Mitglied und dem Kassier/Aktuar zusammensetzte; danach als Vorstand nur noch aus Präsident, Vizepräsident und Aktuar.

## Gesetzliche Grundlagen
- Reglement über die Verwaltung des Wehrli’schen Waisenfonds[3] mit der Reglementsrevision vom 15. August 1897[4] sowie der Revision vom 26. Juni 1930 / 24. Oktober 1930[5]
- Reglement für die Verwaltung der Wehrli-Stiftung des Birsecks vom 13. März 1937
- Reglement für die Verwaltung der Wehrli-Stiftung des Birsecks vom 24. Februar 1978[6]
- Reglement für die Verwaltung der Wehrli-Stiftung des Birsecks vom 9. November 2009[7]

## Präsidenten der Wehrlikommission
1881–1907 Hans Georg Sütterlin, Pfarrdekan (ab 1878) und Ehrendomherr (ab 1901), Arlesheim
1907–1921 Gottlieb Renz, Lehrer, Therwil, ab 1913 Amtsvormund
1921–1924 Jean Eugen Jaeck, Landrat, Schönenbuch
1924–1933 Walter Bloch-Meyer, Aesch
1933–1957 Jakob Hügin-Leu, Lehrer, Oberwil
1957–… Bernhard Renz, Therwil
1977–1997 Fritz Oser, Treuhänder, Schönenbuch
1997–2005 Peter Ley, Oberwil
2005–2007 Renate Bürkli-Häring
2007–2017  Arnold Julier, Allschwil
2017–2019 Christoph Fehr, Schönenbuch
2019–2020  Daniel Ortolan, Ettingen 
seit 2021  Karin Rennard, Oberwil

## Kassiere/Aktuare bzw. Verwalter der Wehrli-Stiftung
1882 provisorischer Aktuar: Gottlieb Renz, Lehrer, Therwil
1882–1891 M. Dornacher-Käppeli
1891–1935 Alphons Sütterlin-Marsens, Rechtsanwalt, Arlesheim; ab 1921 Amtsvormund
1935–…  Jules Meier-Gisiger, Aesch, ab 1935 Amtsvormund
1962–1979 Joseph Nebel-Keller
1979–1989 Walter Vogt, Allschwil
1989–2004 Walter Egli, Allschwil
2005–2017 Peter Ley, Oberwil
seit 2018 Edith Thalmann, Therwil